# Associazione Calcio Marzoli 1950-1951
Questa voce raccoglie le informazioni riguardanti l'Associazione Calcio Marzoli nelle competizioni ufficiali della stagione 1950-1951.

## Rosa
| N. |                   | Ruolo | Calciatore           |
| -- | ----------------- | ----- | -------------------- |
|    | Italia (bandiera) | A     | Ferruccio Azzarini   |
|    | Italia (bandiera) | A     | G. Benettoni         |
|    | Italia (bandiera) | A     | M. Cavalleri         |
|    | Italia (bandiera) | A     | Lodovico De Filippis |
|    | Italia (bandiera) | P     | D. De Luca           |
|    | Italia (bandiera) | C     | M. Gironi            |
|    | Italia (bandiera) | A     | Luciano Loschi       |
|    | Italia (bandiera) | D     | Ardemio Marangoni    |

| N. |                   | Ruolo | Calciatore        |
| -- | ----------------- | ----- | ----------------- |
|    | Italia (bandiera) | A     | Franco Martinelli |
|    | Italia (bandiera) | C     | Elio Mussinelli   |
|    | Italia (bandiera) | C     | M. Omodei         |
|    | Italia (bandiera) | A     | G. Svanetti       |
|    | Italia (bandiera) | C     | A. Tambini        |
|    | Italia (bandiera) | C     | S. Urgnani        |
|    | Italia (bandiera) | A     | E. Zini           |